# Matus relictus
Matus relictus är en skalbaggsart som beskrevs av Young 1953. Matus relictus ingår i släktet Matus och familjen dykare. Inga underarter finns listade i Catalogue of Life.